# オフサイド・ガールズ
『オフサイド・ガールズ』（ペルシア語: آفساید、英語: Offside）は、2006年のイラン映画。監督はジャファール・パナヒ。

## 概要
1979年のイラン革命以来、イスラム教の戒律により女性の行動が制限されていることが国際世論の関心事の一つとなっている。女性のスポーツ観戦は法律で禁じられているが、2005年に大統領に就任したマフムード・アフマディーネジャードにより2006 FIFAワールドカップ・アジア予選のサッカー日本代表戦など数試合で女性の入場が特例として認められた。アフマディーネジャードは2006年に女性のスタジアム観戦を公式に認めたが国内で批判を受け、最高指導者のアリー・ハーメネイーからも否定された。
監督を務めたパナヒによれば前述の日本戦で観客が将棋倒しになり死傷者が発生した事件の犠牲者の中に男装した女性が含まれていたのではないかとする噂と、サッカー観戦にまつわる自分の娘とのやりとりなどが作品を作る上でヒントを受けたという。そのため女性問題を扱いながらも一方で多くの人に楽しんで観てもらえるかを追求したエンタテインメント作品となっている。この作品は2006年にベルリン国際映画祭銀熊賞 (審査員グランプリ)を受賞した。

## ストーリー
イランではサッカーは国民的なスポーツだが、女性がスタジアムで観戦する事は法律で禁止されている。そんな最中2006 FIFAワールドカップ出場をかけたサッカーイラン代表とサッカーバーレーン代表の試合が首都テヘランにあるアザディ・スタジアムで行われることになった。少女達はなんとかしてスタジアムに潜入してイラン代表を応援をしようと奮闘を始める。